# Státní výbor obrany Čínské lidové republiky
Státní výbor obrany Čínské lidové republiky (čínsky v českém přepisu Čung-chua žen-min kung-che-kuo kuo-fang wej-jüan-chuej, pchin-jinem Zhōnghuá Rénmín Gònghéguó Guófáng Wěiyuánhuì, znaky 中华人民共和国国防委员会) byla skupina nejvyšších představitelů státu a armády, která v letech 1954–1975 stála v čele ozbrojených sil Čínské lidové republiky (ČLR). Zřízena byla v září 1954 jako nástupce Lidové revoluční vojenské rady, která od roku 1949 stála v čele čínských ozbrojených sil. Při reorganizaci státních orgánů po přijetí ústavy ČLR v září 1954 vznik Státní výbor obrany a paralelně k němu i stranická Ústřední vojenská komise KS Číny. Personální složení obou orgánů, státního i stranického, se do značné míry překrývalo.
Výbor byl volen Všečínským shromážděním lidových zástupců (parlamentem), jeho funkční období odpovídalo volebnímu období shromáždění. Skládal se z předsedy, místopředsedů a členů. Předsedou výboru a vrchním velitelem ozbrojených sil byl podle ústavy předseda (prezident) státu volený Všečínským shromážděním lidových zástupců (parlamentem); a sice zprvu Mao Ce-tung, předseda Komunistické strany Číny, roku 1959 byl předsedou republiky a tedy i předsedou Státního výboru obrany, zvolen Liou Šao-čchi. Místopředsedy a členy Státního výboru obrany volil parlament na návrh předsedy výboru.
V souvislosti s přijetí nové ústavy ČLR v lednu 1975 byl výbor zrušen, jeho funkce převzala Ústřední vojenská komise KS Číny. Nový vrcholný státní orgán řídící ozbrojené síly vznikl po přijetí nové ústavy roku 1938, pod názvem Ústřední vojenská komise Čínské lidové republiky, se stejným obsazením jako Ústřední vojenská komise KS Číny.

## Složení výboru
U nečlenů KS Číny je uvedena stranická příslušnost: Revoluční výbor čínského Kuomintangu (RCCK), případně nestraník.
- Výbor prvního volebního období Všečínského shromáždění lidových zástupců (září 1954 – duben 1959):
  - Předseda: Mao Ce-tung
  - Místopředsedové: Ču Te, Pcheng Te-chuaj, Lin Piao, Liou Po-čcheng, Che Lung, Čchen I, Teng Siao-pching, Luo Žung-chuan, Sü Siang-čchien, Nie Žung-čen, Jie Ťien-jing, Čcheng Čchien (RCCK), Čang Č’-čung (RCCK), Fu Cuo-i (nestraník), Lung Jün (RCCK; do února 1958)
  - Členové: 102 osob (bez předsedy a místopředsedů)

- Výbor druhého volebního období Všečínského shromáždění lidových zástupců (duben 1959 – leden 1965):
  - Předseda: Liou Šao-čchi
  - Místopředsedové: Pcheng Te-chuaj, Lin Piao, Liou Po-čcheng, Che Lung, Čchen I, Teng Siao-pching, Luo Žung-chuan (zemřel v prosinci 1963), Sü Siang-čchien, Nie Žung-čen, Jie Ťien-jing, Čcheng Čchien (RCCK), Čang Č’-čung (RCCK), Fu Cuo-i (RCCK), Wej Li-chuang (RCCK; zemřel v lednu 1960), Cchaj Tching-kchaj (RCCK; od dubna 1962)
  - Členové: 101 osob (bez předsedy a místopředsedů)

- Výbor třetího volebního období Všečínského shromáždění lidových zástupců (leden 1965 – leden 1975):
  - Předseda: Liou Šao-čchi (do října 1968)
  - Místopředsedové: Lin Piao (zemřel v září 1971), Liou Po-čcheng, Che Lung (do ledna 1967), Čchen I (zemřel v lednu 1972), Teng Siao-pching (do ledna 1967), Sü Siang-čchien, Nie Žung-čen, Jie Ťien-jing, Luo Žuej-čching (do prosince 1965), Čcheng Čchien (RCCK; zemřel v dubnu 1968), Čang Č’-čung (RCCK; zemřel v dubnu 1969), Fu Cuo-i (RCCK; zemřel v dubnu 1974), Cchaj Tching-kchaj (RCCK; zemřel v dubnu 1968)
  - Členové: 106 osob (bez předsedy a místopředsedů)